# Zhiren (sockenhuvudort i Kina, Zhejiang Sheng, lat 28,49, long 121,12)
Zhiren (kinesiska: 智仁, 智仁乡, 令店) är en sockenhuvudort i Kina. Den ligger i provinsen Zhejiang, i den östra delen av landet, omkring 220 kilometer sydost om provinshuvudstaden Hangzhou. Antalet invånare är 9 284. Befolkningen består av 4 585 kvinnor och 4 699 män. Barn under 15 år utgör 17,0 %, vuxna 15-64 år 61 %, och äldre över 65 år 20,0 %.
Runt Zhiren är det tätbefolkat, med 819 invånare per kvadratkilometer. Närmaste större samhälle är Daxi, 13,2 km öster om Zhiren. I omgivningarna runt Zhiren växer i huvudsak blandskog.
Genomsnittlig årsnederbörd är 2 023 millimeter. Den regnigaste månaden är juni, med i genomsnitt 334 mm nederbörd, och den torraste är januari, med 74 mm nederbörd.